# Groß-Schweinbarth
Groß-Schweinbarth osztrák mezőváros Alsó-Ausztria Gänserndorfi járásában. 2020 januárjában 1296 lakosa volt. 

## Elhelyezkedése

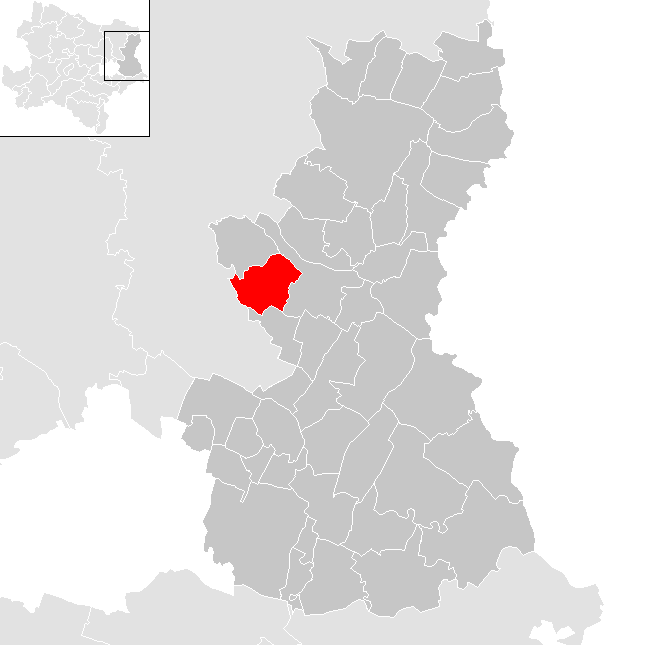
Groß-Schweinbarth a Gänserndorfi járásban

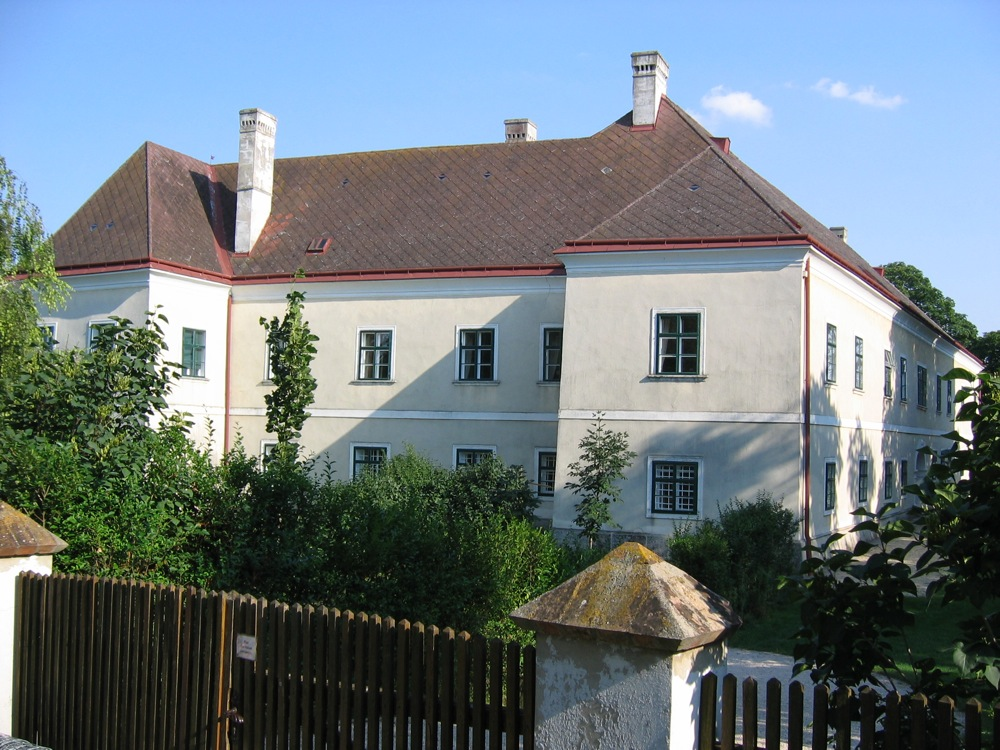
A groß-schweinbarthi kastély

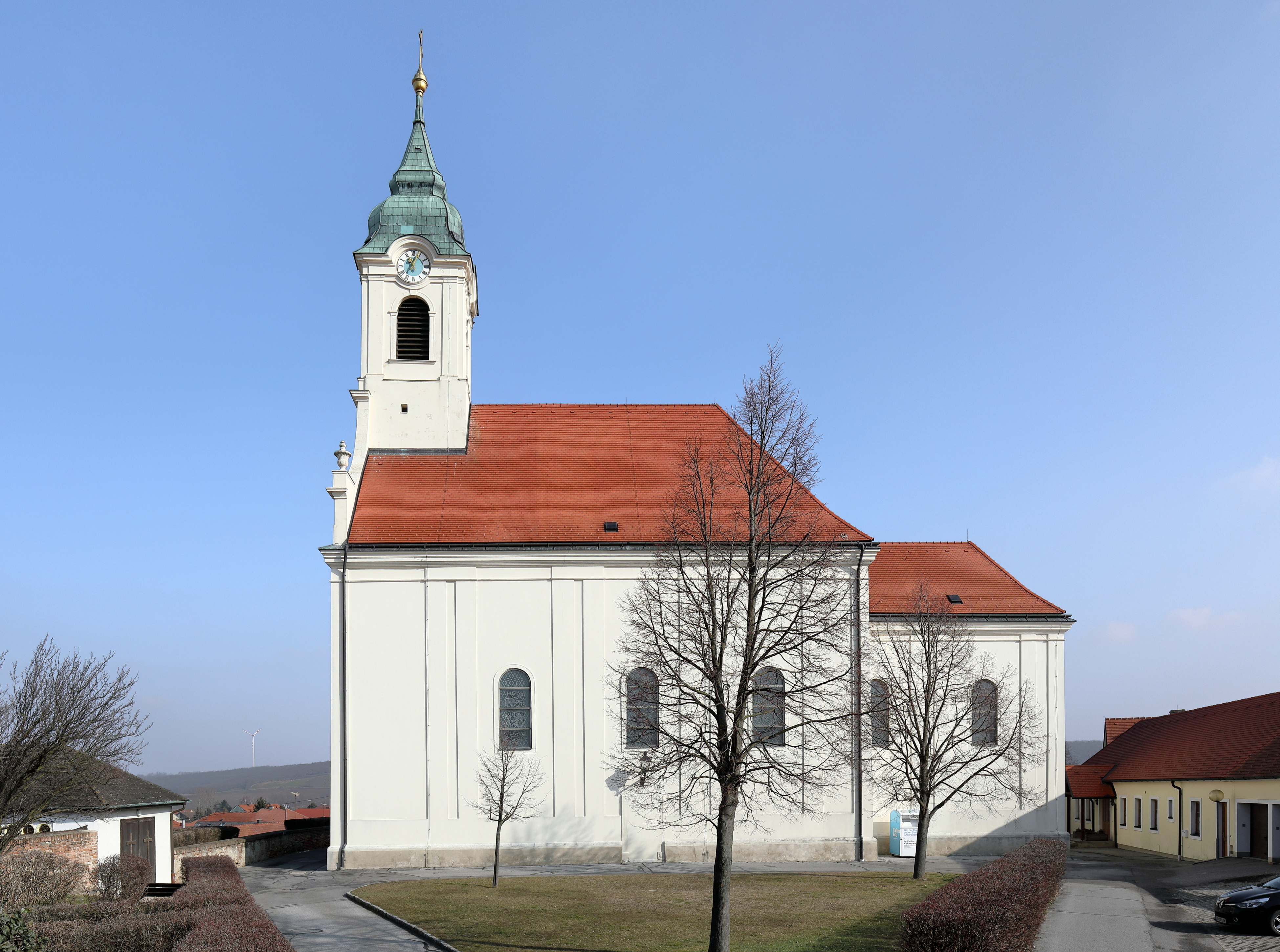
A Szt. Márton-plébániatemplom

Groß-Schweinbarth a tartomány Weinviertel régiójában fekszik a Weinvierteli-dombságon, a Weidenbach folyó mentén. Területének 46,3%-a erdő, 39% áll mezőgazdasági művelés alatt. Az önkormányzat egyetlen településből és katasztrális községből áll. 
A környező önkormányzatok: északra Bad Pirawarth, keletre Matzen-Raggendorf, délkeletre Auersthal, nyugatra Wolkersdorf im Weinviertel.  

## Története
Groß-Schweinbarthot 1120-ban említik először, amikor egy bizonyos Wernhard és felesége, Sigela egy swynwarthi szőlőt adományozott a klosterneuburgi kolostornak. A 14. század elején a falu a Nürnberg várgrófok, valamint osztrák hercegi tulajdonban volt. 1382-ben III. Albert herceg vásártartási (mezővárosi) jogot adományozott Schweinbarthnak. 1460-ban a III. Frigyes császár ellen fellázadt Gamerith Fronauer az erődített templomban sáncolta el magát és sikeresen kiállta a császári csapatok háromhetes ostromát. 1560-ban Schweinbarth önálló egyházközséggé vált. 1596-ban Wilhelm von Schönkirchen vásárolta meg a birtokot, amelynek vára ekkor már romos állapotban volt. 1658-ban az Abensperg und Traun grófok szerezték meg, akik barokk kastélyt építtettek Schweinbarthban. 1702-ben Margaretha von Strattmann grófnő ispotályt alapított a mezővárosban, amely három férfi és három nő ellátását fedezte; az alapítvány egészen 1934-ig fennállt. 
1830-ban 188 házat számláltak össze Schweinbarthban, amelyekben 258 család élt.  
Groß-Schweinbarth 1972-ben kapta címerét az alsó-ausztriai tartományi tanácstól. 

## Lakosság
A groß-schweinbarthi önkormányzat területén 2020 januárjában 1296 fő élt. A lakosságszám 2001 óta alig változott. 2018-ban az ittlakók 91,9%-a volt osztrák állampolgár; a külföldiek közül 0,8% a régi (2004 előtti), 2,7% az új EU-tagállamokból érkezett. 4,1% a volt Jugoszlávia (Szlovénia és Horvátország nélkül) vagy Törökország, 0,6% egyéb országok polgára volt. 2001-ben a lakosok 81,5%-a római katolikusnak, 1,1% evangélikusnak, 9,5% mohamedánnak, 6,7% pedig felekezeten kívülinek vallotta magát. Ugyanekkor 4 magyar élt a mezővárosban; a legnagyobb nemzetiségi csoportot a német (90,1%) mellett a törökök alkották 5%-kal. 
A népesség változása:

| 2016 | 1 291 |
| 2018 | 1 245 |

## Látnivalók
- groß-schweinbarthi kastély
- a Szt. Márton-plébániatemplom 1735-ben épült, miután az előző villámcsapás miatt leégett
- a 18. századi magtár

## Fordítás
- Ez a szócikk részben vagy egészben  a   Groß-Schweinbarth című német Wikipédia-szócikk ezen változatának fordításán alapul.  Az eredeti cikk szerkesztőit annak laptörténete sorolja fel. Ez a jelzés csupán a megfogalmazás eredetét és a szerzői jogokat jelzi, nem szolgál a cikkben szereplő információk forrásmegjelöléseként.